# Yad

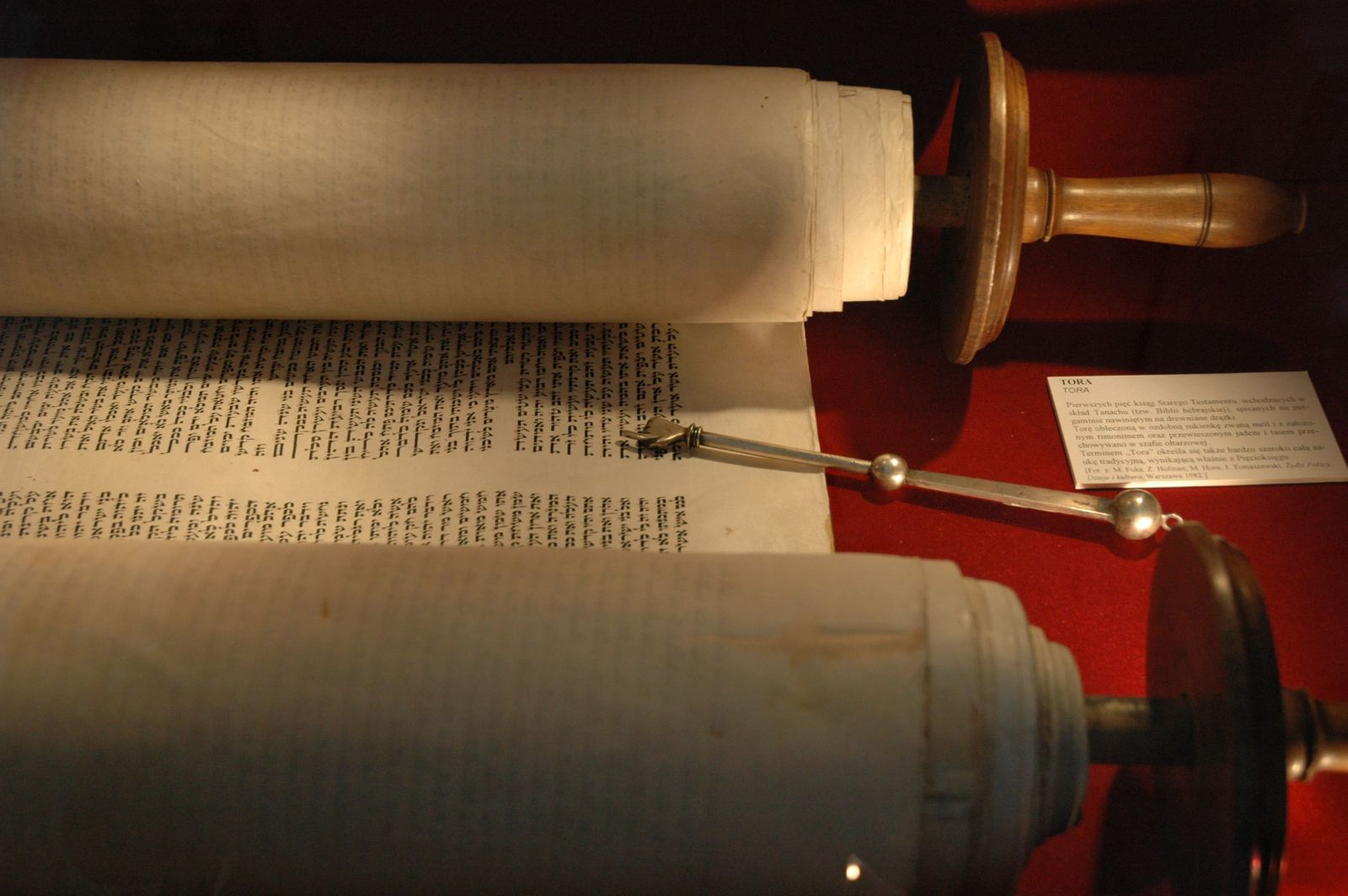
Torah con yad

Lo yad (in ebraico יד, letteralmente "mano"; yiddish teitel) è un puntatore usato per guidare le letture pubbliche del testo del Sefer Torah. Durante la lettura della Legge in sinagoga il lettore sta sul lato destro, il "chiamato" al centro e il segan (rappresentante della congregazione) sul lato sinistro. Il segan usa lo yad per puntare il testo che il lettore deve leggere.

## Origine scolastica
Fin da tempi remoti l'insegnante ebreo usava un puntatore in qualche modo simile alle asticelle a punta usate dai moderni conferenzieri professionisti per puntare luoghi, figure o parole su mappe o lavagne. La prima menzione che se ne ha è in relazione alle scuole di Bethar prima della distruzione di quella località durante la guerra di Bar Kokba (132-135). Bethar aveva un numero maggiore di scuole e studenti rispetto ad ogni altra città della Giudea; quando un nemico si introduceva in una scuola gli insegnanti lo pugnalavano con i loro puntatori (Giṭ. 58a). L'uso del teitel da parte degli insegnanti delle classi primarie nel ḥeder o Talmud Torah era ancora comune ai primi del Novecento nei paesi dell'Europa orientale.
L'uso dello yad da parte del segan per guidare il lettore del Sefer Torah ("rotolo della Torah") non è obbligatorio dal momento che il lettore può guidarsi da solo con lo yad oppure può esserne del tutto dispensato dall'uso. L'uso dello yad è nell'interesse del lettore ed è tenuto da una seconda persona, il segan, forse per fissare indelebilmente la cerimonia nella mente del lettore e per evitare errori durante la lettura. Serve anche per impedire che il lettore tocchi il testo con le sue dita nel desiderio di guidare la lettura; questo perché toccare a mani nude il Sefer Torah senza una mappah lo renderebbe impuro per poter maneggiare la terumah, l'offerta destinata ai sacerdoti (Yad. III 2). Questo è uno dei diciotto comandamenti negativi o gezerot (Shab. 14a) e il motivo di questa regola fu senza dubbio per costringere i sacerdoti, che avevano facile accesso al Sefer Torah, a maneggiarla con cura.
Ci sono vari modelli di yad per il Sefer Torah. La lunghezza ordinaria è di 12 pollici e ha la forma di bastone o scettro che si restringe ad una estremità fino ad assumere la forma di una mano chiusa con l'indice esteso. Frequentemente la bacchetta è fatta d'argento talvolta ornata da una mano d'oro e qualche volta anche con gioielli, ma sono usate anche bacchette fatte di legno, preferibilmente d'olivo della Terra di Israele, con una mano d'avorio. Spesso sullo yad è inciso un verso biblico appropriato, come per esempio "La legge del Signore è perfetta, essa ristora l'anima" (Salmo 19:7), o il nome del donatore. Ad un'estremità dello yad si trova un anello, con una catenella per mezzo della quale è appeso ai cilindri (detti eẓ ḥayyim) che contengono il rotolo della Torah dopo che è stata riavvolta. Lo yad è uno dei kele ḳodesh ("arredi sacri") che adornano la Torah.